# Сандал, Мустафа
Мустафа Сандал (тур. Mustafa Sandal) — турецкий певец. Является одним из самых популярных турецких певцов, альбомы которого были раскуплены тиражом более чем 17 млн экземпляров. Популярность в Европе получил после того как исполнил песни «All My Life» (рус. Вся моя жизнь), «Moonlight» (рус. Лунный свет) и «İsyankar» (рус. Бунтарь).

## Биография

### Детство
Мустафа Сандал родился 11 января 1970 года в крупнейшем городе Турции — Стамбуле. Ещё когда он только пошёл в школу он начал проявлять склонность к музыке. Когда он слушал песни в исполнении национальных певцов, всегда улавливал ударные и барабанил под их ритм. Мустафу больше привлекало не вокальное исполнение, а инструментальное, в особенности гитара. С детства он хотел выступать. Но его семья имела другие планы по этому поводу: родители хотели, чтобы он стал бизнесменом. Мустафа окончил колледж Collège du Léman в Женеве. Также он окончил колледж в США, но веря в то, что только в Турции он сможет осуществить свою мечту, он возвратился на родину. Через некоторое время Мустафа стал писать музыку для известных турецких певцов — Зеррин Ёзер, Хакан Пекер и других.

### Начало карьеры
Мустафа выпустил свой альбом «Suç Bende» (рус. Я виноват) в 1994 году. Альбом был раскуплен тиражом в 1,7 млн экземпляров и стал самым продаваемым альбомом в Турции того года. Чуть позже Мустафа дал 140 концертов в Турции, а также 30 в Европе. Мустафа хотел быть не только певцом, но и автором и продюсером. В 1995 году Мустафа помогал турецкому певцу Сибелу Алазу в записи его дебютного альбома «Adam» (рус. Мужчина). Этот альбом был продан тиражом в 0,4 млн экземпляров. В 1996 году Мустафа поехал в Лондон, где записывал свой второй альбом. Через год Мустафа выпустил второй студийный альбом — Gölgede Aynı, который был раскуплен тиражом в 2,6 миллионов экземпляров. В поддержку альбома Мустафа дал 140 концертов в Турции. В этом же году Мустафа продюсировал запись альбома «Emanet» (рус. Самообладание) турецкого певца Изеля.

### Успех в Европе
Его третий студийный альбом Detay (рус. Деталь) стал первым альбомом, который Мустафа выпустил на собственном лейбле «YADA Productions». После успеха песни Таркана «Sikidim», лейбл «Sony Music France» предложил выпустить сборник. Контракт был подписан и в 1999 году Мустафа выпускает сборник хитов для Европы «Araba» (рус. Машина), в качестве заглавного трека взят открывающий трек альбома Gölgede Aynı (в России известен как От любви поворот). Через год Мустафа выпустил свой четвёртый альбом «Akışına Bırak» (рус. Позволь этому случиться ), но альбом был непопулярен и был куплен маленьким тиражом. Но дуэт с греческой певицей Наталией «Hatırla Beni», был популярен и включён в новое турне по Турции. В 2001 «Prestij Müzik» — главный партнёр «YADA Productions» разорился, и Мустафа стал сотрудничать с «Erol Köse Productions». В 2002 году Мустафа выпустил его пятый студийный альбом — «Kop» (рус. Сломался). Песня с альбома «Pazara Kadar» (рус. До Воскресенья) была успешна и стала гимном турецкого теле — сервиса «Telsim». В 2003 году Мустафа выпустил первый EP для Европы — «Maxi Sandal 2003 / Moonlight». После выпуска Мустафа хотел начать запись песен на английском языке, но из-за ссоры с продюсером Мустафа начал сотрудничать с «Universal Music Group». В 2003 году Мустафа выпускает сингл «Aya Benzer», который был успешен в Европе, а также англо-турецкий альбом «Seven». В 2004 году Мустафа выпустил сингл «Araba», а также переизданную версию альбома «Seven» (рус. Семь). В конце 2004 года Мустафа выпускает два успешных сингла — «İste» (рус. Hеобходимость) и «İsyankar» (рус. Склоный к побегу). Последний стал золотым в Германии. После этого Мустафа заявил что намерен закончить карьеру певца. Но через три года он выпустил новый альбом «Devamı Var» (рус. Продолжая). В 2009 году Мустафа выпустил альбом «Karizma» (рус. Харизма). В 2010 году снялся в фильме Пять минаретов в Нью-Йорке.

### Личная жизнь
В январе 2008 Мустафа женился на певице Эмине Яхович, 8 августа того же года у них родился первенец: сын Яман. 21 февраля 2012 года у них родился второй ребёнок: сын Явуз. В 2018 пара объявила о разводе

## Дискография

### Альбомы
- Suç Bende (1994)
- Gölgede Aynı (1996)
- Detay (1998)
- Araba (2000)
- Akışına Bırak (2000)
- Kop (2002)
- Seven (2003)
- İste (2004)
- Devamı Var (2007)
- Karizma (2009)
- Organik (2012)
- Ben Olsaydım (2015)

### Синглы
- Aya Benzer 2003 (2003)
- İsyankar (2004)